# Milcah Chemos Cheywa
Milcah Chemos Cheywa (ur. 26 lutego 1986) – kenijska lekkoatletka specjalizująca się w biegu na 3000 metrów z przeszkodami.
Jest brązową medalistką mistrzostw świata w Berlinie (2009) w biegu na 3000 metrów z przeszkodami, gdzie uplasowała się za Hiszpanką Martą Domínguez i Rosjanką Juliją Zarudniewą, uzyskując czas 9:08,57. Treningi do tej konkurencji rozpoczęła na 5 miesięcy przed mistrzostwami, w marcu 2009 roku. Zwyciężczyni łącznej punktacji Diamentowej Ligi 2010 w biegu na 3000 metrów z przeszkodami. Wygrała bieg na 3000 m z przeszkodami podczas igrzysk Wspólnoty Narodów (Nowe Delhi 2010). Zwyciężczyni łącznej punktacji Diamentowej Ligi z 2011, 2012 i 2013 w biegu na 3000 metrów z przeszkodami. Zajęła 3. miejsce w finale biegu na 3000 metrów z przeszkodami podczas igrzysk olimpijskich w Londynie. Mistrzyni świata z Moskwy (2013). Rok później zdobyła srebro na igrzyskach Wspólnoty Narodów w Glasgow.

## Osiągnięcia
| Rok  | Zawody                     | Miejsce    | Pozycja    | Dystans                       |
| ---- | -------------------------- | ---------- | ---------- | ----------------------------- |
| 2009 | Mistrzostwa Świata         | Berlin     | 3. miejsce | Bieg na 3000 m z przeszkodami |
| 2009 | Światowy Finał IAAF        | Saloniki   | 2. miejsce | Bieg na 3000 m z przeszkodami |
| 2010 | Mistrzostwa Afryki         | Nairobi    | 1. miejsce | Bieg na 3000 m z przeszkodami |
| 2010 | Puchar interkontynentalny  | Split      | 2. miejsce | Bieg na 3000 m z przeszkodami |
| 2010 | Igrzyska Wspólnoty Narodów | Nowe Delhi | 1. miejsce | Bieg na 3000 m z przeszkodami |
| 2011 | Mistrzostwa Świata         | Daegu      | 3. miejsce | Bieg na 3000 m z przeszkodami |
| 2012 | Igrzyska olimpijskie       | Londyn     | 4. miejsce | bieg na 3000 m z przeszkodami |
| 2013 | Mistrzostwa Świata         | Moskwa     | 1. miejsce | Bieg na 3000 m z przeszkodami |
| 2014 | Igrzyska Wspólnoty Narodów | Glasgow    | 2. miejsce | Bieg na 3000 m z przeszkodami |

## Rekordy życiowe
| Konkurencja                        | Data             | Miejsce | Czas    | Uwagi              |
| ---------------------------------- | ---------------- | ------- | ------- | ------------------ |
| Bieg na 3000 metrów z przeszkodami | 7 czerwca 2012   | Oslo    | 9:07,14 | były rekord Afryki |
| Bieg na 3000 metrów                | 31 sierpnia 2009 | Zagrzeb | 8:43,92 |                    |